# Ratpenat orellut de dents petites
El ratpenat orellut de dents petites (Nyctophilus microdon) és una espècie de ratpenat de la família dels vespertiliònids. Viu a Papua Nova Guinea. El seu hàbitat natural són els arbres i coves, poden ser animals solitaris o estar en petits grups. És probablement una espigadora d'insectes dins del seu hàbitat forestal a mig montà. No hi ha cap amenaça significativa per a la supervivència d'aquesta espècie, excepte la pèrdua d'hàbitats de boscos i coves adequades.